# Słowenia na Letnich Igrzyskach Olimpijskich Młodzieży 2010
Słowenię na Letnich Igrzyskach Olimpijskich Młodzieży 2010 w Singapurze reprezentowało 24 sportowców w 10 dyscyplinach.

## Skład kadry

### Judo
- Urska Potocnik

### Kajakarstwo
- Simon Brus
- Ajda Novak

### Kolarstwo
- Urban Ferencak
- Doron Hekic
- Rok Korosec
- Nika Kozar

### Lekkoatletyka
- Marusa Mismas
- Žan Rudolf
- Eva Vivod
- Jaka Zulic

### Łucznictwo
- Brina Bozic
- Gregor Rajh

### Pływanie
- Katja Hajdinjak
- Aleks Kostomaj
- Tina Meza
- Tjasa Vozel

### Triathlon
- Monika Orazem

### Tenis stołowy
- Alex Galic

### Wioślarstwo
- Tarin Cokelj
- Grega Domanjko
- Jure Grace

### Żeglarstwo
- Eva Peternelj
- Zan Zelko